# Provinz Enrique Baldivieso
Enrique Baldivieso (auch: Enrique Valdivieso) ist eine Provinz im südwestlichen Teil des Departamento Potosí im Südteil des südamerikanischen Staates Bolivien. Sie trägt ihren Namen zu Ehren des Politikers Enrique Baldivieso, der in den Jahren 1938 und 1939 bolivianischer Vizepräsident war.

## Lage
Die Provinz Enrique Baldivieso ist eine von sechzehn Provinzen im Departamento Potosí. Sie liegt zwischen 21° 03' und 21° 51' südlicher Breite und zwischen 67° 07' und 67° 48' westlicher Länge. Sie ist im Osten, Norden, Westen und Süden fast komplett von der Provinz Nor Lípez umgeben, nur im Südosten grenzt sie auf einer Strecke von etwa zwanzig Kilometern an die Provinz Sur Lípez. Die Provinz erstreckt sich insgesamt über eine Länge von etwa 120 Kilometern von Nordwesten nach Südosten und hat eine mittlere Breite von 35 Kilometern.
Hauptstadt der Provinz ist San Agustín mit 639 Einwohnern am Nordrand der Provinz. (Volkszählung 2012)

## Bevölkerung
Die Einwohnerzahl der Provinz Baldivieso ist in den vergangenen drei Jahrzehnten um etwa die Hälfte angestiegen:
| Jahr | Einwohner | Quelle       |
| ---- | --------- | ------------ |
| 1992 | 1 313     | Volkszählung |
| 2001 | 1 640     | Volkszählung |
| 2012 | 1 684     | Volkszählung |
| 2024 | 2 119     | Volkszählung |

Wichtigstes Idiom der Provinz mit 96 Prozent ist Quechua, 86 Prozent der Bevölkerung sprechen Spanisch. 46,5 Prozent der Bevölkerung sind jünger als 15 Jahre alt.
99,7 Prozent der Bevölkerung haben keinen Zugang zu Elektrizität, 99 Prozent leben ohne sanitäre Einrichtungen. 72 Prozent der Bevölkerung arbeiten in der Landwirtschaft, 28 Prozent im Bereich Dienstleistungen. 95 Prozent der Bevölkerung sind katholisch, 2 Prozent evangelisch.

## Gliederung
Die Provinz besteht nur aus dem einen Verwaltungsbezirk (bolivianisch „municipio“): San Agustín, das sich in vier Kantone (cantones) unterteilt:
- 05-1601-01 Kanton San Agustín – 6 Ortschaften – 1.045 Einwohner (zentraler Ort: San Agustín) (Stand Volkszählung 2012)
- 05-1601-02 Kanton Alota – 7 Ortschaften – 440 Einwohner  (zentraler Ort: Alota)
- 05-1601-03 Kanton Cerro Gordo – 1 Ortschaft – 199 Einwohner (zentraler Ort: Cerro Gordo)
- 05-1601-04 Kanton Todos Santos (zentraler Ort: Todos Santos)

## Ortschaften in der Provinz Enrique Baldivieso
- San Agustín 639 Einw. – Alota 436 Einw. – Cerro Gordo 199 Einw. – Agua de Castilla 90 Einw.